# 640 до н. е.

## Події
- Після вбивства його батька Амона, Йосія став царем Юдеї у віці восьми років.
- Початок правління царя Куша Сенкаманіскена.